# 桐村里紗
桐村 里紗（きりむら りさ 1980年 - ）は、東京大学大学院工学系研究科 バイオエンジニアリング専攻 道徳感情数理工学講座
共同研究員、日本の医師(内科医、認定産業医)であり、地域創成医、文筆家、ｔｅｎｒａｉ株式会社代表取締役。

## 経歴
1980年、岡山県生まれ。東京都港区立高輪台小学校卒業後、港区立高松中学校入学。その後、岡山市立京山中学校に転入、卒業。
1998年、国立広島大学附属福山高等学校を卒業。
2004年、国立愛媛大学医学部医学科を卒業。恩賜財団済生会岡山済生会総合病院を経て、東京医科大学皮膚科から第3内科に入局し糖尿病診療に従事。
京王プラザ30階クリニック副院長を経て、2011年の東日本大震災を期に、関西にて予防医療から在宅医療に臨床医として従事する。
2018年2月ｔｅｎｒａｉ株式会社（本社・東京都港区南青山）を設立し、代表取締役医師に就任。
2022年4月ｔｅｎｒａｉ株式会社鳥取県米子市へ本社を移転する。
2022年8月 パナソニックホールディングス株式会社 が運営する「未来を作る実験区」 渋谷100BANCH メンター 就任。
2022年9月 東京大学大学院工学系研究科 バイオエンジニアリング専攻 道徳感情数理工学講座 共同研究員 就任。
2024年5月 公益財団法人日本ヘルスケア協会・プラネタリーヘルスイニシアティブ 代表理事　就任。

## 人物
- 2021年12月鳥取県米子市へ移住し、東京都とのデュアルライフで活動を行う。
- 人の意識変容から行動変容を促す為「薬の代わりに情報を処方する」ことを重視し、テレビ・雑誌・WEBメディア、書籍、講演活動等での情報発信を積極的に行う。
- 現在は、人だけを最適化するヘルスケアは実現不可能であるとし、生態系や環境問題などへの洞察を踏まえ、人と地球を一体と考える「プラネタリーヘルス」を実現することを提唱している。
- 「プラネタリーヘルス」実現のため、2021年鳥取県米子市のJリーグチーム・ガイナーレ鳥取と共に、ソニーコンピューターサイエンス研究所指導の下、協生農法™️[1]（シネコカルチャー™️）の実験圃場を開き、耕作放棄地など地域課題の解決に取り組んでいる。
- 人の意識の進化があらゆる病気や地球の病気である様々な社会課題を解決する鍵であるとし、人の意識進化を促す活動を行っている。
- 東京大学大学院工学系研究科 バイオエンジニアリング専攻 道徳感情数理工学講座、特任准教授光吉俊二らが人工自我プログラムに導入研究している新しい演算子「切算(cut)・動算(오)・重算(오f)・裏算(inv/rev)」[2]を広く社会に普及し、人の意識の拡張・変容から様々な分野に応用する活動としてuzwa.jpにて情報発信を行っている。
- 幼少期から難治な病気であった母親が各大学病院において診断も治療もされず、様々な代替医療を試していたことから西洋医学に捉われず、統合的な視点を重視する。
- 分子整合栄養医学（オーソモレキュラー 医学）やバイオロジカル医療、腸内フローラ研究などを基にした包括的な治療を行う。
- 病気になった人を病院で待ち治療することは自分の役割ではないと考え、ｔｅｎｒａｉ株式会社設立と共に一般的な医療活動を辞めている。
- ホンマでっか!?TVには、当初「ニオイ評論家」という肩書で出演していたが、現在は「腸活評論家」という肩書に変わった。
- FIGARO.jpにおいて「プラネタリーヘルス」をテーマとした連載を行っている。
- 株式会社ダイセルのヘルスケアメディアであるELLMETHODにおいて、総合医療監修並びに執筆連載を行なっている。

## 著書
- 『「美女のステージ」に立ち続けたければ、その思い込みを捨てなさい』(光文社) 2015年10月15日発売 ISBN 978-4-334-97842-6
- 『日本人はなぜ臭いと言われるのかー体臭と口臭の科学』(光文社新書) 2018年6月14日発売 ISBN 978-4-334-04358-2
- 『腸と森の「土」を育てるー微生物が健康にする人と環境』(光文社新書) 2021年8月18日発売 ISBN 978-4-334-04556-2

## 主な執筆/監修
- WELLMETHOD 総合医療監修、執筆（2019年11月〜）
- フィガロジャポン 「人も地球も健康に！プラネタリーヘルスを始めよう」/記事連載(2021年3月〜)
- Women's Health記事寄稿/不定期
- PRESIDENT WOMAN記事寄稿/不定期
- PRESIDENT ONLINE記事寄稿/不定期
- 美的.COM(小学館)記事寄稿/不定期

## 主な講演会
- フィガロジャポン　メゾンフィガロ会員限定セミナー「いちばん身近なSDGs/レスミートを学ぶ」（2021年8月7日）
- ダイエット＆ビューティーフェア「女性の健康、フェムケアの現状とこれから」（2021年9月14日）

- 口腔ケアからアプローチする全身疾患の予防と可能性〜患者さんをやる気にさせる予防歯科のヒントと医科歯科連携の展望〜 加茂市歯科医師会主催(2021年10月7日)

- 一般社団法人エディブルスクールヤード　愛和小学校の循環授業(2021年11月2日)

- Ecological memes Awai Gathering vol.3

　『見えない世界とのつながり 〜微生物、プラネタリーヘルス、自然治癒コンクリート、そしてマルチスピーシーズ人類学』(2021年11月19日)
- ルークス芦屋クリニック 腸内環境セミナー「森と海と腸内細菌」〜微生物を介した人と環境との再接続〜(2021年11月27日)

- 朝日カルチャーセンター 腸と土〜微生物がつなぐ人と自然(2022年1月29日)

- サステナブル・ブランド国際会議2022横浜(2022年2月24日)

- WE FEED THE PLANET2022 〜みんなでつくるおいしい食の交換会〜(2022年2月27日)

- Sony CSLオープンハウス2022  〜Research for the Future of Humanity and Our Planet 2022〜(2022年3月18日)

- 病院マーケティングサミット 医ンプレ部〜旅行×介護医療〜「旅を通じた体づくりと街づくり〜プラネタリーヘルスツーリズム×フェムリトリート〜」(2022年4月8日)

- 薩摩会議2022〜基調セッション〜【文明×Transformation】(2022年4月22日)

- NPO法人統合医学健康増進会第23回公開講演会〜プラネタリーヘルスと統合医療〜(2022年5月29日)

- 生き物から見た地球 in 100BANCH ナナナナ祭(パナソニック100BANCH主催 )(2022年7月7日)

- サステナビリティシンポジウム『Soy Food and Sustainable Future大豆が拓く持続可能な未来』アメリカ大豆輸出協会（USSEC）日経BP 総合研究所 共催(2022年7月21日)

- 「Weのがっこう」キックオフイベント兼説明会環境との繋がりから考える、私たちのウェルビーイングとは？（ドミニク・チェン×桐村里紗　Care Lab主催）(2022年8月23日)

- Tokowaka Meeting from Ise 常若 Tokowakaという1300年続く和のサスティナビリティ自然環境、アート、医学・・・新たな視点で考えるシリーズ（伊勢 宮忠主催）(2022年10月21日)

## 出演番組

### テレビ
【準レギュラー出演】
- ホンマでっか!?TV(フジテレビ、 2019年4月17日）
- ホンマでっか!?TV(フジテレビ、2019年9月11日）
- ホンマでっか!?TV(フジテレビ、2019年10月16日)
- ホンマでっか!?TV(フジテレビ、2019年11月20日)ホンマでっか!?集団人生相談「ブーツ脱げない女子」＜ニオイ評論家＞#369SP
- ホンマでっか!?TV(フジテレビ、2019年12月15日)
- ホンマでっか!?TV(フジテレビ、2020年1月22日)
- ホンマでっか!?TV(フジテレビ、2020年6月17日）『汗っかきさん大救済SP!』＜ニオイ評論家＞#388
- ホンマでっか!?TV(フジテレビ、2021年2月24日）[3]
- ホンマでっか!?TV(フジテレビ、2022年7月27日)『汗・日焼け・イベント…夏が苦手 集団人生相談＜ニオイ評論家＞#460
- ホンマでっか!?TV(フジテレビ、2022年8月10日)『食生活気にしすぎ芸能人集団人生相談』＜腸活評論家＞#462
- ホンマでっか!?TV(フジテレビ、2022年9月21日)
- ホンマでっか!?TV(フジテレビ、2022年10月12日)

【スポット出演】
- 出川哲朗のアイ・アム・スタディ(日本テレビ、2018年9月15日)
- 情報プレゼンター とくダネ!(フジテレビ、2019年5月16日)
- スッキリ(日本テレビ、2020年7月27日）
- THE突破ファイル(日本テレビ、2021年4月22日）[4]

### ラジオ
- 武内陶子の午後カフェ(NHKラジオ、2021年2月16日)
- KURASEEDS(J-WAVE、2021年7月21日）
- 枡田絵理奈の子どもたちが住める地球へ(MBSラジオ、2021年10月17日、24日)
- 浜美枝のいつかあなたと(文化放送、2021年12月19日)
- ENJOY NATURAL STYLE(J-WAVE、2022年1月2日）
- SUNSTAR PLEASURE PICK UP!!(J-WAVE、2022年6月14日、21日）

## 受賞歴
グッドデザイン賞(2020年) ニオイから、健康習慣をデザインする。生活習慣臭啓発プロジェクト